# SS Narwik
SS Narwik – polski drobnicowiec o napędzie parowym zbudowany w 1942 roku na zamówienie rządu brytyjskiego, jako jeden ze statków wojennego typu Empire B, pod nazwą „Empire Roamer”. Sprzedany rządowi RP na uchodźstwie dla Polskiej Marynarki Handlowej, wraz z czterema innymi statkami tego typu, wszedł do eksploatacji w 1942 roku. W służbie polskiej nazwa statku została zmieniona na „Narwik” dla upamiętnienia polskiego wkładu w bitwę o Narwik. Przekazane statki stały się własnością GAL-u (Gdynia-Ameryka Linie Żeglugowe SA), ale dysponowała nimi brytyjska administracja transportu wojennego. Podczas wojny „Narwik” odznaczył się akcją ratunkową rozbitków ze statku „Orcades” w 1942 roku. Po wojnie od 1946 roku pływał z Polski, cały czas pod polską banderą, eksploatowany do 1972 roku.

## Zamówienie i budowa
Od 1940 roku Polska Marynarka Handlowa, operująca podczas II wojny światowej z Wielkiej Brytanii, podejmowała próby pozyskania nowych statków dla zastąpienia utraconych, lecz były one utrudnione z uwagi na duży popyt na statki na świecie. Jako pierwszy zdołano zakupić w USA statek „Paderewski”. Dopiero w 1941 roku rząd na uchodźstwie uzyskał zgodę na budowę jednego statku typu wojennego Empire B w stoczni brytyjskiej („Bałtyk”). Na początku 1942 roku sytuacja się poprawiła w związku z przyjęciem programu Allied Replacement Scheme, ułatwiającego rządom państw sprzymierzonych nabywanie statków. Na jego podstawie zakupiono w 1942 roku dwa nowe statki tego typuː „Tobruk” i „Narwik”, a w kolejnym roku jeszcze dwa używane: „Białystok” i „Borysław”. Statki te nabywane były od rządu brytyjskiego przez rząd polski i przekazywane do eksploatacji armatorowi Gdynia–Ameryka Linie Żeglugowe (GAL). Należały one do standardowego typu wojennego Empire B, opracowanego pod kątem dużej nośności i dobrej technologiczności budowy, z użyciem elementów prefabrykowanych, budowanego w dużej liczbie w różnych stoczniach brytyjskich. W polskiej służbie powszechnie określano je spolszczoną nazwą typu jako empajery.
SS „Narwik” zbudowany został w stoczni Charles Connel & Co. Ltd. w Glasgow pod nazwą „Empire Roamer”. Jego maszyna parowa wyprodukowana została przez Barclay, Curle & Co. Ltd. w Glasgow. Zwodowany został 5 stycznia 1942 roku. 11 marca 1942 roku statek został sprzedany polskiemu rządowi przez brytyjskie Ministerstwo Transportu Wojennego za 164 000 funtów i tego samego dnia został przekazany przez stocznię armatorowi GAL i objęty przez załogę oraz podniósł polską banderę, otrzymując nazwę „Narwik”.

## Opis
Nośność „Narwika” wynosiła 10 420 ton, a początkowa pojemność rejestrowa 7065 BRT i 4977 NRT. Długość wynosiła 136 metrów, szerokość 17,1 metra, a zanurzenie 8,2 metra. Napęd stanowiła trzycylindrowa maszyna parowa potrójnego rozprężania o mocy 2500 KM, zapewniająca prędkość maksymalną 10,5 węzła. Kotły opalane były węglem. Statki tego typu miały pięć odkrytych ładowni. Ich architektura była klasyczna, trójwyspowa, z podwójnymi ładowniami na dziobie i rufie z bomami ładunkowymi oraz „wyspą” nadbudówek z siłownią z pojedynczym kominem na śródokręciu, z tym że główna nadbudówka z mostkiem była oddzielona od siłowni trzecią ładownią. Załoga w okresie powojennym liczyła 41 osób.
Środki ratunkowe stanowiły cztery łodzie i cztery blaszane tratwy. Statek był podczas wojny uzbrojony dla samoobrony w działo uniwersalne kalibru 102 mm, działka 20 mm Oerlikon, karabiny maszynowe i sześć bomb głębinowych.

## Służba

### Okres II wojny światowej (1942-1946)
Statek wszedł od razu do eksploatacji w czarterze brytyjskiej Administracji Transportu Wojennego. Pierwszym dowódcą został kapitan ż.w. Tadeusz Niefiedowicz. 17 marca 1942 roku „Narwik” wyruszył w swoim pierwszym konwoju atlantyckim z Gourock do Nowego Jorku, pod balastem. Doznał w drodze rozszczelnień nitowanego poszycia na skutek bliskich wybuchów bomb głębinowych oraz sztormu i po przybyciu 1 kwietnia do Nowego Jorku musiał być dokowany w celu napraw. 30 kwietnia wyszedł z ładunkiem wojennym w konwoju z Nowego Jorku do Kapsztadu (31 maja), a dalej do Bombaju, skąd wyszedł 31 sierpnia z ładunkiem rudy manganowej jako balastu do Durbanu. Po drodze do Durbanu załoga walczyła przez wiele dni z pożarem węgla w zasobniach, wywołanym na skutek samozapłonu. Ogień ugaszono ostatecznie w Durbanie, gdzie statek poddano naprawom.

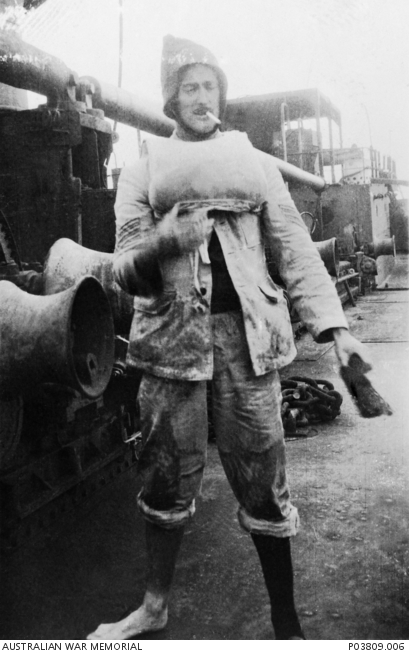
Australijski lotnik na pokładzie „Narwika” po uratowaniu z transportowca „Orcades”

5 października 1942 roku „Narwik wyszedł samotnie z Durbanu do Stanów Zjednoczonych pod dowództwem jego dotychczasowego I oficera kapitana ż.w. Czesława Zawady, ponieważ kapitan Niefiedowicz musiał zejść w Durbanie z pokładu z powodu choroby. W czasie rejsu, 10 października po 14:30 „Narwik” napotkał ponad 20 łodzi z rozbitkami ze storpedowanego tego dnia przez okręt podwodny U-172 brytyjskiego transportowca wojska „Orcades”. Pomimo sygnałów z łodzi, żeby statek nie podejmował akcji ratunkowej z uwagi na niebezpieczeństwo obecności okrętu podwodnego, a jedynie powiadomił przez radio bazę, kapitan Zawada zdecydował zabrać rozbitków z uwagi na zimno i burzliwy stan morza. Podczas trwającej do godziny 20 akcji, w której pomagali marynarze i żołnierze brytyjscy i lekarz z „Orcadesa”, podjęto z łodzi wszystkich rozbitków, w tym rannych, kobiety i dzieci. Małe dzieci (najmłodsze – siedmiomiesięczne) wciągano na pokład w wiklinowych koszach służących do załadunku węgla. Na statku, obliczonym na kilkudziesięcioosobową załogę, zapewniono prowizoryczne pomieszczenia, posiłki i opiekę medyczną dla około tysiąca rozbitków, a kobiety i dzieci ulokowano w kajutach załogi, w tym kapitana. Jedynie przez pewien czas akcja była osłaniana przez wezwany brytyjski samolot patrolowy, lecz pomimo obaw, nie doszło do spotkania z okrętem podwodnym. Przez pewien czas „Narwik” usiłował jeszcze holować łodzie na wypadek zatopienia statku, ale zbytnio go spowalniały i zostały w końcu odcięte. Około godziny pierwszej w nocy odnaleziono na morzu jeszcze kapitana „Orcadesa” Charlesa Foxa, który z grupą załogi próbował doprowadzić uszkodzony statek do portu, lecz musiał go porzucić po jego dobiciu przez okręt podwodny. Ogółem „Narwik” przejął 1020 (według zapisu w dzienniku okrętowym) lub 1022 rozbitków z „Orcadesa”, a na skutek zatopienia zginęło tylko ok. 40 osób. „Orcades” był przy tym drugim co do wielkości statkiem alianckim zatopionym podczas wojny. 11 października przybyły dla eskorty dwa niszczyciele, „Nizam” i „Foxhound”, a następnego dnia „Narwik” wyokrętował rozbitków w Kapsztadzie. Była to jedna z najskuteczniejszych akcji ratowniczych podczas II wojny światowej, zwłaszcza przeprowadzona przez jeden statek. Kapitan Czesław Zawada i sześciu członków załogi zostali za akcję ratowniczą uhonorowani odznaczeniami polskimi i brytyjskimi, w tym kapitan otrzymał Order Imperium Brytyjskiego IV klasy i prestiżowy medal wojenny Lloyda za bohaterstwo na morzu (Lloyd's War Medal for Bravery at Sea).
„Narwik” następnie z Kapsztadu dopłynął w konwoju przez Port-of-Spain do Filadelfii w USA (5 grudnia 1942 roku), gdzie był dokowany i nastąpiła zmiana kapitana na Edwarda Winklera, a potem pobrał ładunek wojenny z Nowego Jorku, w tym dwie lokomotywy i barki desantowe. Po rejsie przez Atlantyk 8 marca 1943 roku w Kapsztadzie na statek powrócił kapitan Niefiedowicz, po czym statek dostarczył wieziony sprzęt wojenny do Suezu. W związku z planowaną inwazją na Sycylię transportował następnie wojsko i sprzęt między Suezem, Port Saidem i Aleksandrią. Wziął po tym udział w inwazji na Sycylię, płynąc od 6 lipca w konwoju inwazyjnym i wyładowując 14 lipca 1943 roku wojsko na barki, po czym transportując tam dalej zaopatrzenie. We wrześniu transportował sprzęt także z Trypolisu i Bizerty do Salerno. Pod koniec września wyszedł do Manchesteru w Anglii, skąd po remoncie i zmianie kapitana na Józefa Borkowskiego (4 listopada), w drugiej połowie grudnia dostarczył zaopatrzenie do Augusty we Włoszech. W kwietniu 1944 roku wyruszył z Włoch pod kapitanem Niefiedowiczem przez Gibraltar i Casablankę do Australii i Nowej Zelandii z ładunkiem fosfatów, w tym z Kapsztadu do Freemantle samotnie. Stamtąd między styczniem a kwietniem 1945 roku dostarczył amunicję i materiały wybuchowe do Wielkiej Brytanii, a między 2 a 17 maja przepłynął w konwoju do Nowego Jorku. Po zakończeniu wojny w Europie w dalszym ciągu statek pływał przez Atlantyk w czarterze brytyjskim na potrzeby wojenne, zmieniając kapitanów.

### Po wojnie (1946-1972)
Po wojnie, w związku z przejęciem armatora GAL przez rząd w kraju, 29 lipca 1946 roku „Narwik” przypłynął do Polski, z kapitanem Franciszkiem Szudzińskim. W dalszym ciągu służył pod tą samą nazwą i wykonywał rejsy transatlantyckie, wyruszając w pierwszy z nich już 28 sierpnia 1946 roku do Santos, inaugurując w ten sposób po wojnie linię południowoamerykańską. Pływał zarówno na różnych liniach, jak i w trampingu oceanicznym. Od początku 1951 roku, po podziale GAL, wszedł w skład Polskich Linii Oceanicznych w Gdyni. Był w tym roku czarterowany ZSRR, transportując drewno z syberyjskiego północnego portu Igarka. W pierwszej połowie lat 50. pływał z Królewca z zaopatrzeniem dla radzieckich dalekomorskich statków rybackich na dalekiej Północy, z kapitanem Robertem Noworytą i częściowo radziecką załogą. Przeżył wówczas ponownie niebezpieczną sytuację dwutygodniowego pożaru węgla, ugaszonego ostatecznie w porcie Thorshavn na Wyspach Owczych.

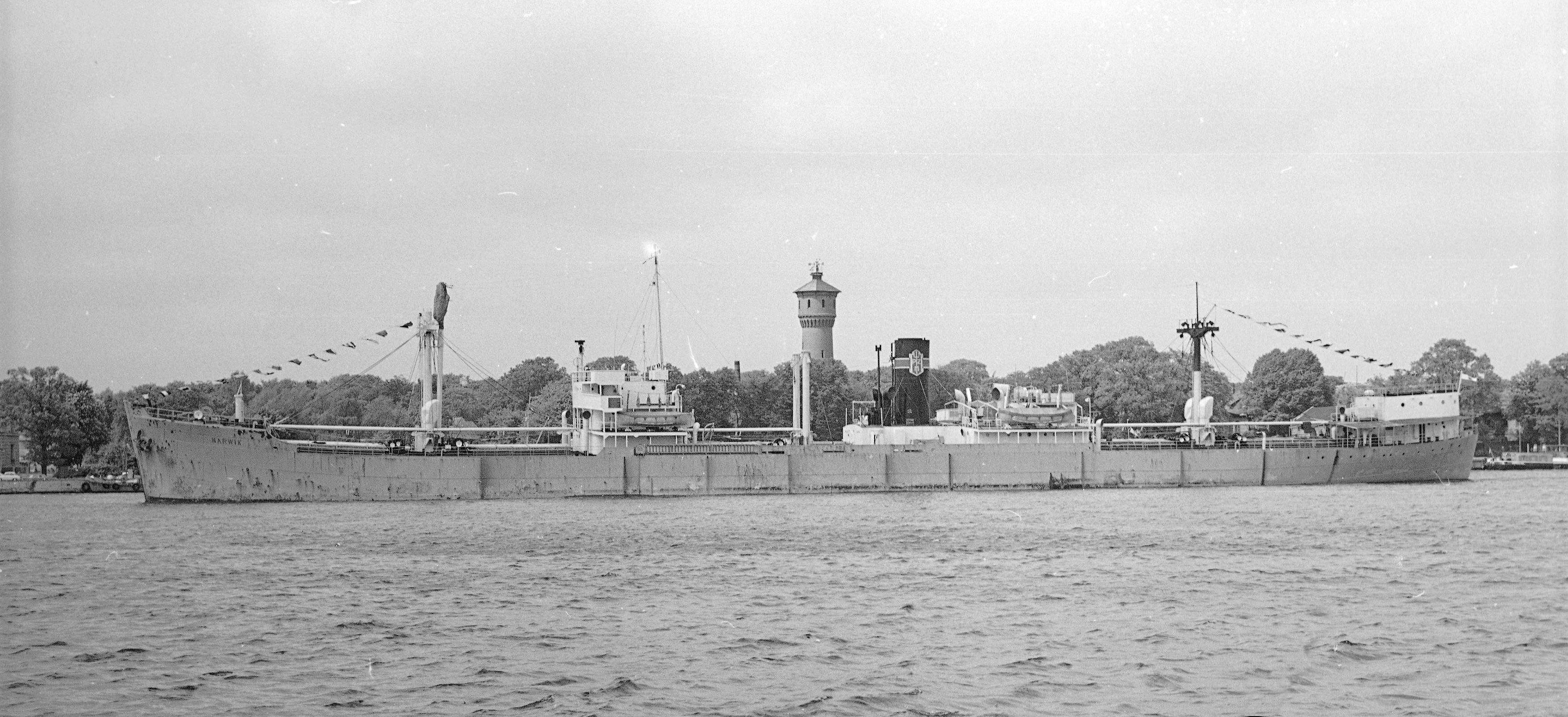
„Narwik” wychodzi z portu, czerwiec 1969 roku. Statek zachował szary kadłub, lecz otrzymał komin w czarnych barwach PŻM. Pod koniec służby podwyższono nadbudówkę na rufie

Od września 1955 roku „Narwik” pływał na linii do Indii. 17 stycznia 1957 roku na Zatoce Biskajskiej „Narwik”, pod kapitanem Rościsławem Choynowskim, napotkał dryfujący opuszczony wrak francuskiego statku-bazy wielorybniczej „Janina” (8268 BRT), na którym dwa dni wcześniej wybuchł pożar. Został on obsadzony przez 11 osób załogi „Narwika”, którzy ugasili resztki pożaru. Zamierzano podjąć próbę holowania dla nagrody, lecz zanim do tego doszło, około godziny 6 następnego dnia statek nagle zatonął rufą w dół, przy czym zginęło pięciu członków załogi.
Od lipca 1961 roku „Narwik” pływał na Kubę. Od lutego 1966 roku przez dwa lata pływał w czarterze w polsko-koreańskiej spółce Korpol, pływając do Korei Północnej. 23 czerwca 1967 roku został przekazany przez Polskie Linie Oceaniczne do innego państwowego armatora Polskiej Żeglugi Morskiej, zmieniając port macierzysty na Szczecin. W PŻM woził głównie węgiel na eksport. W związku ze zużyciem, w 1972 roku został sprzedany na złom do Hiszpanii. 16 lub 17 lutego 1972 roku opuścił uroczyście polską banderę i pod kapitanem Eugeniuszem Daszkowskim wyruszył z Gdańska z ładunkiem węgla do Leixões w Portugalii. Następnie statek dopłynął 8 marca do stoczni złomowej w Bilbao, gdzie 6 kwietnia 1972 roku rozpoczęto złomowanie.